# Lofoscòpia
La lofoscòpia és l'estudi dels dibuixos lineals que es presenten en les cares i en les vores de les mans i els peus de tot ésser humà. Aquests dibuixos o rugositats també són coneguts com a crestes papil·lars. No existeixen dues crestes papil·lars iguals, per tant cada individu té uns dibuixos particulars diferents als de la resta de qualsevol ésser humà.

## Definició i etimologia
La Lofoscòpia és la ciència que forma part de la policia científica, i que té per objecte l'estudi dels dibuixos lineals que es presenten en forma de fins relleus (depressions epidèrmiques) i definicions epidèrmiques, coneguts com a lofogrames o dibuixos papil·lars. Es troben en les puntes dels dits, a la cara palmar de les mans ia la cara plantar dels peus. Tot això des del punt de vista de la identificació personal.
L'estudi de les empremtes digitals es basa en tres principis:
1. No hi ha dos dits amb les mateixes empremtes, inclòs els de bessons idèntics.
2. Les empremtes no canvien al llarg de la vida.
3. Existeixen uns patrons reconeixibles que permeten la seva classificació.

Lofoscòpia prové de Lofos (cresta, relleu, sortint, promontori) i Skopia (observar), dos vocables grecs. Etimològicament és observació de crestes papil·lars. El terme el va introduir Florentino Santamaría Beltrán, cap d'Identificació de la Guardia Civil, per substituir als múltiples termes incorrectes que hi havia fins al moment.
Existeixen altres denominacions, com Papiloscòpia (terme encunyat per un xilè, Humberto O Rego, i usat a Llatinoamèrica), Dermatoglifa (terme anglosaxó: pell/gravar).
La Lofoscòpia es classifica o subdivideix, segons la regió del cos que s'estudiï, en tres parts: Dactiloscòpia, Quiroscòpia i Pelmatoscòpia.
Hi ha un altre tipus de rugositats en l'individu, també úniques i característiques que no són crestes papil·lars, però també poden ser objecte d'estudi, ja que diferencien uns individus d'altres:
- Palatoscòpia : aquest estudi es basa en les rugositats palatines, que són les rugositats presents en la regió anterior del paladar de la boca. Aquest dibuix no canvia al llarg de la vida.
- Queiloscòpia : aquest estudi es basa en els plecs dels llavis de la boca.

A inicis del segle XX Edmon Locard, criminalista francès, va desenvolupar una millora en l'estudi de les empremtes digitals, la poruscopia, basada en la identificació dels porus de les crestes papil·lars, tot i que el mètode no va acabar de triomfar.

## Classificació

### Dactiloscòpia
També deriva del grec (dactilos: dits i skopia: observar). És un terme encunyat pel militar i científic austro-argentí Francisco Latzina, que va substituir a un altre terme també sud-americà, la Ignofalangometría (mesurament de la falange), i que es feia servir des de 1891. Francisco Latzina va veure que les mesures no s'utilitzaven (falange - metria: mesura de falanges), per tant va proposar el canvi de nom. Des de 1891 no es va usar aquest terme.
La Dactiloscòpia té per objecte l'estudi dels dibuixos de les gemmes dels dits de les mans. Aquests dibuixos reben el nom de dactil·logrames, i van acompanyats de tots els dibuixos dels dits de les mans. Es prefereixen els dits, per la seva fiabilitat i finalitat.

### Quiroscòpia
Deriva del grec (quiros: mà i skopia: observar). Té per objecte l'estudi dels dibuixos dels palmells de les mans. Aquests dibuixos es diuen quirogramas, i van ser introduïts per Santamaría. També és anomenada Palametoscòpia.

### Pelmatoscòpia
També deriva del grec (pelma: planta del peu i skopia: observar). Té per objecte l'estudi dels dibuixos de les plantes dels peus. Aquests dibuixos es diuen pelmatogramaes
Des del punt de vista de la policia científica és la dactiloscòpia de la qual es farà més ús, ja que és més fàcil i són les petjades que amb major freqüència trobem en els objectes que fem servir.
La pelmatoscòpia va veure constreta la seva actuació als centres de maternitat, on al nounat se li obté el pelmatograma en cartolina, juntament amb l'empremta del dit índex de la mà dreta de la mare, a fi d'evitar canvis, ja sigui per confusió o per dol.
El 1918 es donen els primers passos d'aquest procediment en els hospitals de Chicago, adquirint popularitat més endavant als hospitals de maternitat dels Estats Units. Avui la identificació de nounats es fa mitjançant impressions digitals, tant del palmell de la mà com dels dits (Dactiloscòpia i Quiroscòpia).

### Microlofoscòpia
Té per objecte l'estudi de les impressions papil·lars des del Nivell III, o anàlisi microscòpica per establir les seves característiques microscòpiques identificables del teixit epidèrmic per tal d'establir si va ser plasmada de manera directa per la persona o si tracta d'un lofograma artificial.

## Característiques

### Crestes papil·lars
Les crestes papil·lars, en identificació, són els relleus epidèrmics que formant molts dibuixos apareixen visibles a la cara palmar de les mans ia la cara plantar dels peus. Les crestes estan separades entre si per unes fissures o espais o depressions, anomenats solcs papil·lars o inter-papil·lars. Podríem comparar això amb una terra llaurada, on el llom de la terra llaurada seria la cresta papil·lar, mentre que el solc de la terra seria el solc papil·lar o inter-papil·lar.
El llom de la cresta és arrodonit i està envaït per una multitud d'orificis microscòpics (porus), per on s'excreta la suor.
La pell humana té dues cares: la dermis, que és més profunda, i l'epidermis, que és més superficial. La dermis té dues diferències: un extracte més intern o extracte subcutani, i un extracte més extern o extracte papil·lar format per les papil·les dèrmiques. Segons estiguin disposades aquestes papil·les dèrmiques així estaran disposades, perquè són el seu origen, les crestes papil·lars.
Les papil·les dèrmiques es projecten cap a la superfície, donant lloc a la formació dels relleus, anomenats crestes papil·lars. Aquests relleus són més freqüents en les zones de major fregament.
També en la dermis es localitzen les glàndules sudorípares i les sebàcies:
- Glàndules sudorípares: tenen un conducte excretor que acaba en un porus situat en el llom de la creta, que és per on surt la suor. Aquestes glàndules estan en tot el cos.
- Glàndules sebàcies: generalment estan associades als fol·licles pilosos responsables d'impermeabilitzar i lubricar l'epidermis.

L'origen de les petjades està en les excrecions cutànies (suor i matèria sebàcia), i que nosaltres deixem en tocar objectes, superfícies ... Són les petjades latents. Aquestes també estan compostes per una sèrie d'elements: aigua en més del 99%, clorur sòdic, aminoàcids (arginina, tiroxina ...), àcids grassos i proteïnes.
Característiques de les crestes:
- Són comuns a tots els éssers humans.
- Són perennes; romanen al llarg de tota la vida i es formen en el sisè mes de la vida intrauterina, no desapareixent fins que té lloc la descomposició del cadàver. Si el cadàver és embalsamat duren eternament (mòmies egípcies presentaven crestes papil·lars després de 25 segles).
- Són immutables; no canvien excepte accidents. El dibuix no es modifica fisiològicament. El recent el conserva fins després de la seva mort, creixent al mateix ritme que el cos humà. Si pateix modificacions accidentals que no afectin a la dermis (part més profunda), es regeneren.
- Són diversiformes; diferents en totes les persones, no hi ha cap igual.
- Són classificables; permeten la seva classificació i formulació. Els dibuixos es diuen lofogramas.
- Són Originals; Que tot contacte directe dels lofrogramas naturals produeixen impressions originals amb característiques microscòpiques identificables del teixit epidèrmic, per establir si va ser plasmada de manera directa per la persona o si tracta d'un lofograma artificial.

Segons la tècnica de la identificació personal, els dibuixos digitals posseeixen les següents qualitats: genèriques, permanents, infalsificables, classificables, identificables, imprimibles i de fàcil interpretació.

### Lofogrames

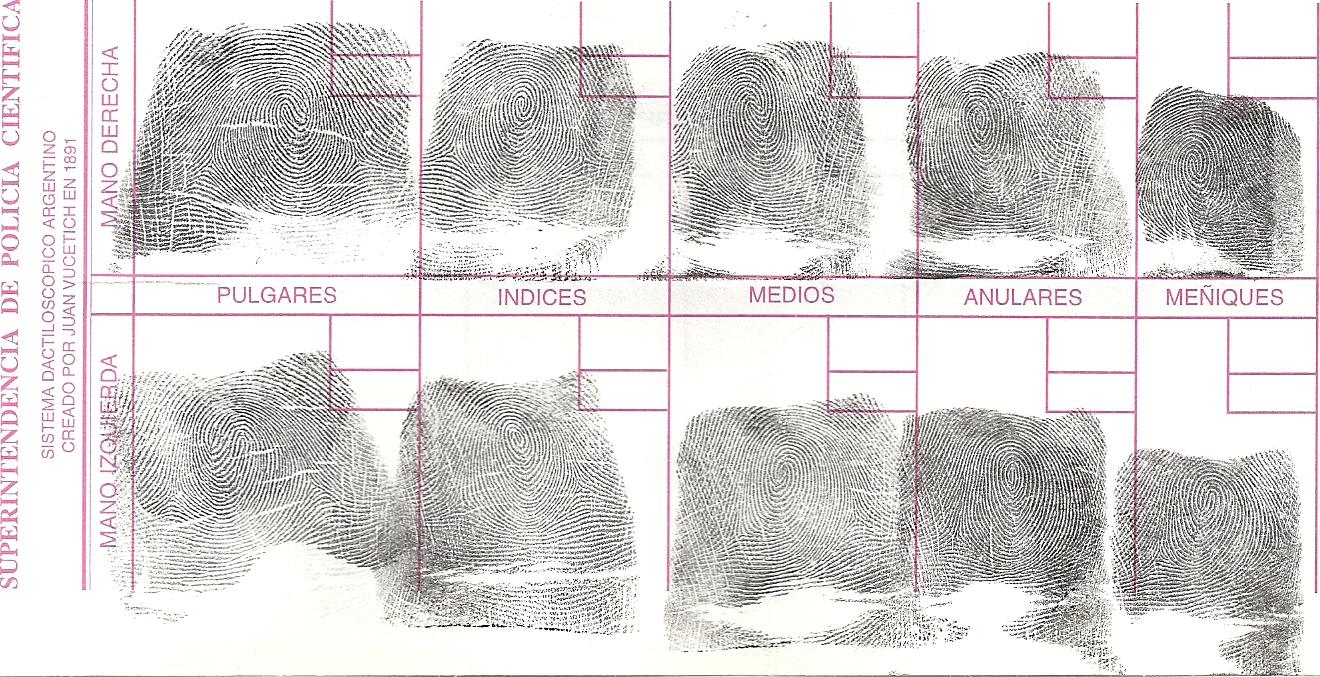
Fitxa decadactilar femenina (vermella) presa per la Policia Federal Argentina

Són els dibuixos papil·lars, que estan formats per l'alternança de crestes i solcs en l'epidermis dels dits de la cara palmar de les mans i de la planta dels peus. La suma de la cresta i el solc és igual al lofograma.
Existeixen quatre tipus de lofogrames:
- Lofograma natural: Relleu epidèrmic present en la pell de fricció en mans i peus.
- Lofograma Original: Són les Impressions papil·lars plasmades de forma directa pel lofograma natural visibles i latents, que posseeix característiques microscòpiques epidèrmiques.
- Lofograma artificial: Reproducció mecànica o còpia del Lofograma original, que té característiques microscòpiques del sistema d'impressió utilitzat.
- Lofograma Latent: Impressió invisible o aïllada, per ocasió del contacte directe del lofograma natural en compliment al principi de la transferència de Locard, de la segregació de les glàndules sudorípares al contacte amb qualsevol superfície.

## Història
La Lofoscòpia va ser un dels primers camps d'investigació criminalística. Alguns autors creuen que ja hi ha indicis en Mesopotàmia.
Quintilià explica que en l'any 33 abans de Crist, un cec acusat d'assassinat va provar que era innocent per les petjades aparegudes en el lloc del crim.
Altres prefereixen ubicar els primers antecedents a la Xina del segle vii on, en els tractes comercials, s'identificava a les parts d'un contracte per les seves impressions digitals.
El 1665 Marcelo Malpighi (professor d'histologia i anatomia a la Universitat), considerat el primer estudiós dels dibuixos digitals, comença a estudiar els relleus dels dits i els palmells de les mans.
El 1823 Joan Evangelista Purkinje (Bohèmia, República Txeca) és el primer que implanta un mètode científic dels dibuixos digitals, encara que no des del punt de vista de la identificació, sinó amb una finalitat genètica. Altres autors consideren a Purkinje l'autor de la primera classificació de les empremtes digitals, ja que va estudiar amb racionalitat i mètode científic els dibuixos papil·lars, des del punt de vista de la finalitat genètica.

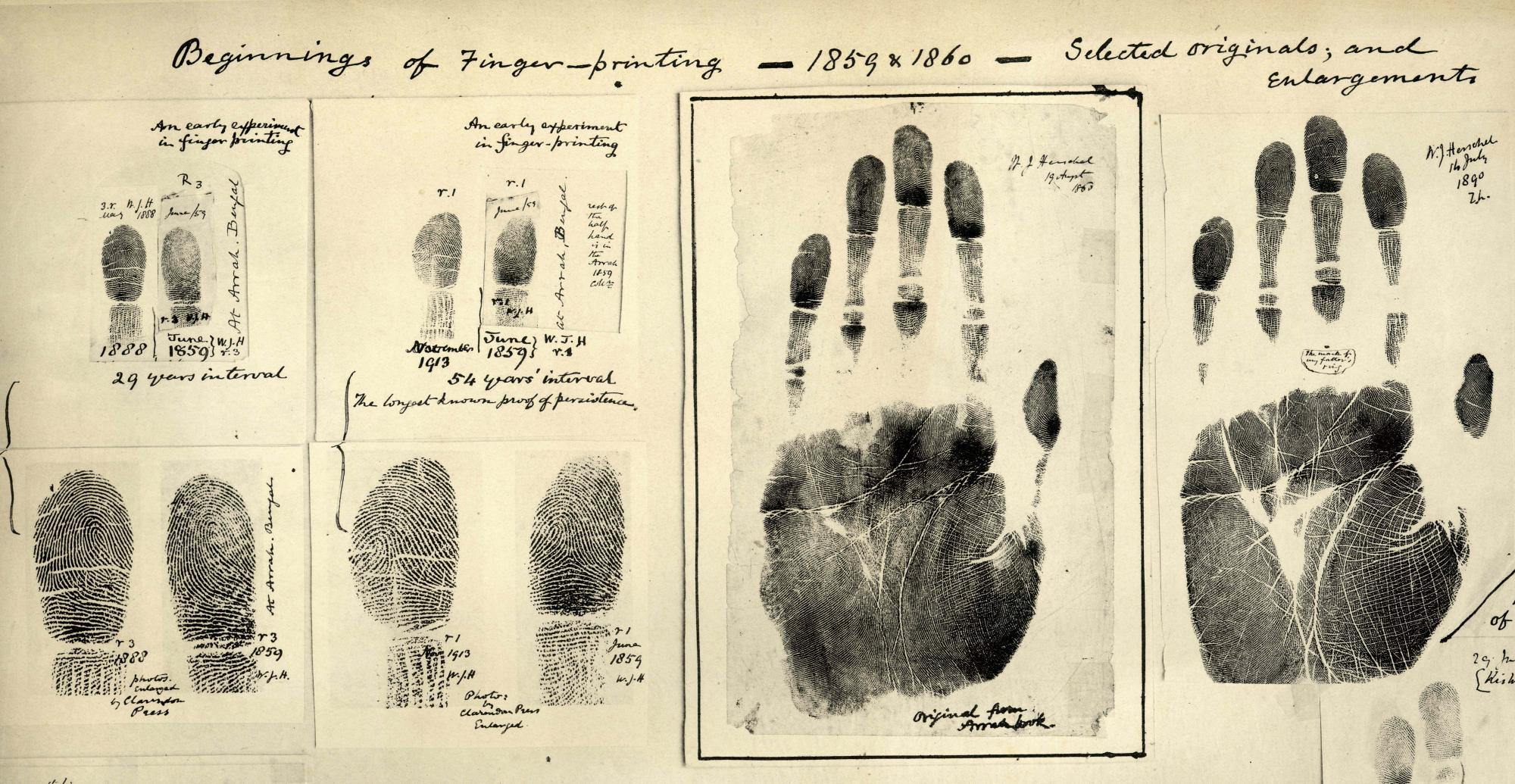
Impressions perses per William James Herschel entre 1859-1860.

La primera persona en comprendre la utilitat de les empremtes dactilars va ser el jutge britànic, William J. Herschel, net de Sir William Herschel, descobridor del planeta Urà. El jutge, que exercia a l'Índia, va veure que, un dels problemes amb que es trobaven sovint amb els contractes oficials era que, molta gent al·legava que la signatura no era la seva pel que va idear el sistema d'utilitzar la impressió de l'empremta dels dits o de la palma de la mà en els documents. L'any 1858 el contractista Rajyadhar Konai va ser el primer a qui es va demanar una empremta dactilar per signar un contracte. Herschel arribà a la conclusió que les petjades són totes diferents, i igualment que les línies de les gemmes dels dits no canvien (va observar les seves petjades preses 20 anys abans, amb les del moment de l'observació, i va veure que eren les mateixes). Va estar al capdavant de la Policia Científica de Bengala (tampoc canviaven les línies de la mà).
Al mateix temps, Henry Faulds, un metge i missioner presbiterià escocès, a qui Herschel no coneixia, va ser el primer en adonar-se que, les empremtes digitals trobades en el lloc d'un crim poden servir per determinar la culpabilitat o innocència d'un sospitós i, l'any 1880, va poder demostrar que un condemnat per robatori, era innocent.
L'ús dels relleus dactilars va ser per primera vegada objecte d'un estudi científic per l'antropòleg anglès Francis Galton (1822 - 1911), cosí de Charles Darwin, qui s'havia interessat pels treballs de Herschel i Faulds. Galton, va publicar els seus resultats en el llibre Empremtes dactilars (1892) on estableix els tres patrons bàsics dels relleus dels dits:
1. Arc, el menys freqüent de tots, només present al 5% de la població.
2. Espiral o verticil, present en un 25% de la població.
3. Bucle o llaç, present en el 70% restant.

Edward Richard Henry, inspector general de policia a Bengala, va conèixer el treball de Herschel, i va aconseguir classificar un mètode dactilar pràctic, que va anomenar "sistema bengala" o "Sistema Galton-Henry". Henry va implantar el sistema a l'Índia amb l'ajuda de dos col·laboradors indis: Azizul Haque i Hemachandra Bose i posteriorment va ser implantat a Anglaterra i les seves colònies. També va ser adoptat a Irlanda, Dinamarca, Suècia, Canadà, i en alguns estats dels Estats Units.
Fora del món anglosaxó, un croat emigrat a l'Argentina, Juan Vucetich Kovacevich (1858), va ser el pioner de la dactiloscòpia al món hispà. Vucetich va ingressar a la policia, i com era bon estadístic-matemàtic, se li va encarregar un estudi d'investigació antropomètric, que va posar en marxa i que va publicar el 1891. Va tenir notícies dels estudis de Galton i va entendre el seu valor identificatiu. Vucetich va veure també que el sistema antropomètric era ineficaç i que en les identificacions papil·lars estava la solució per identificar els delinqüents. Així va introduir la presa de les deu impressions digitals, i li va donar el nom d'Ignofalangometría, que després el militar i científic austro-argentí Francisco Latzina va substituir per Dactiloscòpia.
A partir dels mètodes de Vucetich, la policia de Buenos Aires va iniciar l'any 1891, per primera vegada al món, el registre sistemàtic dactiloscòpic dels detinguts. L'any 1892, va fer per primera vegada la identificació d'una assassina, Francisca Rojas, amb base a les empremtes deixades pels seus dits plens de sang (en particular pel seu polze dret) en l'escena del crim dels seus dos fills, de 4 i 6 anys, a la ciutat de Necochea. La dona, qui havia acusat dels assassinats al seu veí Pedro Ramón Velázquez, va ser condemnada a mort.
Es va dedicar a l'estudi del dibuix papil·lar, i el 1892 ja havia assentat els principis del seu sistema d'identificació. Aquest sistema es va anar imposant, i el 1896 ja no es feia servir el sistema antropomètric.
Així, Argentina va esdevenir el primer país on les impressions digitals es van utilitzar com a sistema d'identificació de delinqüents de manera oficial. el 1901 es va crear a Espanya el Servei Central d'Identificació, que va ser posat en marxa pel metge i antropòleg D. Federico Oloriz Aguilera, catedràtic d'Anatomia a la Universitat central de Madrid.
Oloriz va ser considerat el fundador de l'antropometria a Espanya (encara que fou més aviat el que la va posar en marxa) i va ser el que va adaptar el sistema de Dactiloscòpia a Espanya. Coneixia el treball de Vucetich i el de Galton. Va seleccionar i va adaptar els sistemes dels dos amb molt encert, optant pel sistema de Vucetich per a la formulació decadactilar, i pel Sistema Galton-Henry per a la sub-fórmula. Oloriz va crear el seu propi sistema fusionant els dos anteriors i es va adoptar oficialment el 1911 i va ser corregit i millorat pel seu deixeble Victoriano Mora Ruíz.
Deixebles importants d'Oloriz van ser Victoriano Mora Ruiz (va organitzar la implantació de gabinets d'identificació), Florentino Santamaría Beltrán, Juan José Piedrola Gil, Manuel Vela Arambarri i Penya Torrea.
El primer cas a Espanya resolt, gràcies a l'estudi d'empremtes digitals, va ser el robatori del Tresor del Dofí al Museu del Prado, el setembre de 1918.
Avui existeixen els següents sistemes dactiloscòpics:
- L'argentí, de Vucetich.
- L'angloamericà, derivat del Sistema Galton-Henry.

## Aplicacions
Té la seva aplicació en tres comeses de policia científica:
- Ressenya de detinguts: quan es ressenya a un detingut es va al fitxer i es compara amb antecedents, així s'identifica i es determina la presència al lloc del delicte a l'amo de l'empremta.
- En la inspecció ocular amb revelat de petjades en l'escenari del delicte: aquest revelat ens permet disposar la presència d'un individu en el lloc, es va al fitxer i si es troba es confronta, arribant a identificar a l'amo de l'empremta.
- En identificació de cadàvers: la necro-ressenya ens facilita la identificació d'individus en qualsevol circumstància. Només caldria anar al fitxer de ressenya o fitxer de DNI, on hi ha la impressió de l'índex de la mà dreta.
- Identificació de persones: Molts detinguts utilitzen diferents identitats falses, que es corresponen amb només una d'autèntica. Mitjançant la confrontació de les empremtes es pot conèixer la veritable identitat d'una persona.